# Saint Vincent e Grenadine ai XVI Giochi paralimpici estivi
Saint Vincent e Grenadine ha partecipato ai XVI Giochi paralimpici estivi che si sono svolti a Tokyo in Giappone, dal 24 agosto al 5 settembre 2021, con una delegazione di 1 atleta uomo, che ha gareggiato in 1 disciplina.

## Nuoto

### Maschile
| Atleta        | Evento               | Batteria  | Batteria  | Finale          | Finale          |
| Atleta        | Evento               | Risultato | Posizione | Risultato       | Posizione       |
| ------------- | -------------------- | --------- | --------- | --------------- | --------------- |
| Dexroy Creese | 50 m stile libero S9 | 41"43     | 24º       | Non qualificato | Non qualificato |